# Playa Conchal

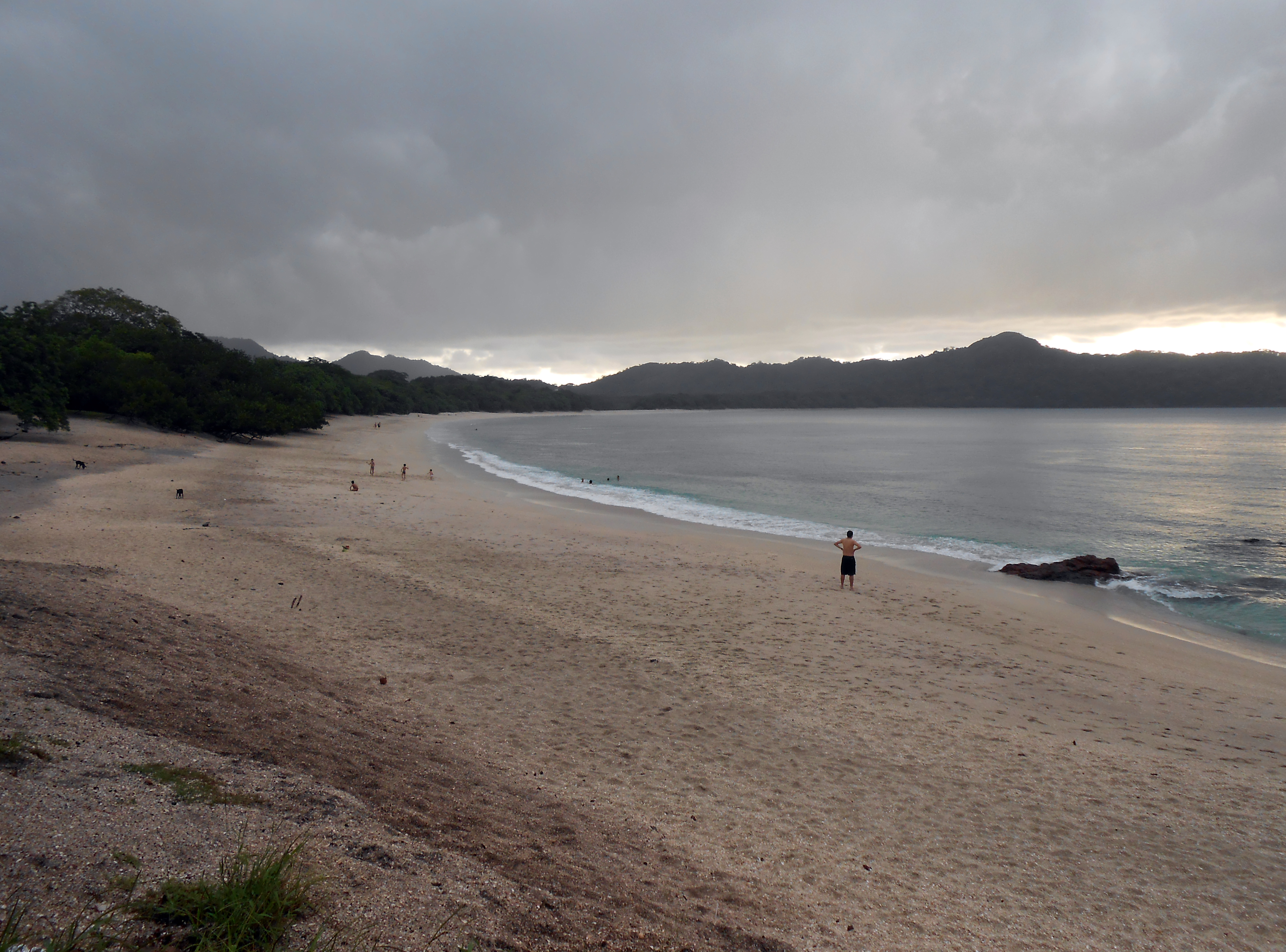
Playa Conchal.

Playa Conchal es una playa de Costa Rica, ubicada en el cantón de Santa Cruz, provincia de Guanacaste. Se ubica a aproximadamente 3 horas y media de la capital costarricense, y es una zona de mucha actividad turística, principalmente por el ecoturismo. Su acceso público fue cerrado el 15 de junio de 2018. Desde entonces la playa se ha conservado en mejores condiciones ecológicas. Dentro de la playa hay 3 hoteles que comparten el pequeño lugar. Se encuentra Westin playa Conchal , Reserva Conchal y W reserva Conchal . Cabe agregar que la playa continúa siendo pública por lo que en la playa hay ventas de souvenirs y rentas de jet skis . 

## Etimología
Debe su nombre a que su composición es, en un 98%, conchas y estratos de rocas pulverizadas, lo que la hace muy llamativa entre las playas guanacastecas y nacionales. 

## Turismo
El sitio cuenta con infraestructura turística entre los cuales se encuentra el hotel Westin Playa Conchal , el hotel Reserva Conchal y el Hotel W Reserva Conchal . La playa tiene además pequeñas ventas de Souvenirs , massages en la arena y tours de caballos como también de Pesca deportiva. Es recomendable preguntar a la gente local sobre condiciones de mareas ya que en ocasiones es muy fuerte el oleaje .

## Controversias
En 2018, el Tribunal Contencioso Administrativo de Santa Cruz impuso una medida cautelar a solicitud del hotel Reserva Conchal, en la que determinó el cierre del acceso de vehículos a playa Conchal desde la cercana playa Brasilito, ubicada a 500 metros de Conchal. Esto generó un conflicto con la Municipalidad de Santa Cruz, cuyas autoridades alegaron que la decisión va en favor de un intento del hotel de privatizar el acceso a la playa, mientras que el hotel adujo que la medida que es una forma de conservar la zona marítimo-terrestre, para evitar daños al medio ambiente.